# Nomada melliventris
Nomada melliventris är en biart som beskrevs av Cresson 1878. Nomada melliventris ingår i släktet gökbin, och familjen långtungebin. Inga underarter finns listade i Catalogue of Life.